# Chris Reeve Knives
A Chris Reeve Knives (CRK) é uma renomada empresa norte-americana com sede em Boise, Idaho que produz facas e canivetes.

## Prêmios
- 1987 Knifemaker’s Guild of Southern África "Best Folding Knife"
- 2000"[1], 2001[2], 2003"[3], 2004, 2005, 2006"[4], 2007", 2008[5] "Manufacturing Quality Award"
- 2003 "Collaboration Knife of the Year"[3]
- 2005 "Collector Knife of the Year" (21st Anniversary Sebenza)
- 2006 Grays Sporting Journal “Gray's Best” Award
- 2007 "American Made Knife of the Year"
- 2008 "Overall Knife of the Year"[5]
- 2008 Field and Stream "Best of the Best""[6]